# Litka
Litka ist eine ungarische Gemeinde im Kreis Encs im Komitat Borsod-Abaúj-Zemplén.

## Geografische Lage
Litka liegt in Nordungarn, 44 Kilometer nordöstlich des Komitatssitzes Miskolc und 15 Kilometer nordwestlich der Kreisstadt Encs. Nachbargemeinden sind Csenyéte, Fáj und Szemere.

## Geschichte
Im Jahr 1913 gab es in der damaligen Kleingemeinde 40 Häuser und 168 Einwohner auf einer Fläche von 1375  Katastraljochen. Sie gehörte zu dieser Zeit zum Bezirk Cserehát im Komitat Abaúj-Torna.

## Sehenswürdigkeiten
- Reformierte Kirche, erbaut 1892
- Römisch-katholische Kirche Rózsafüzér Királynője

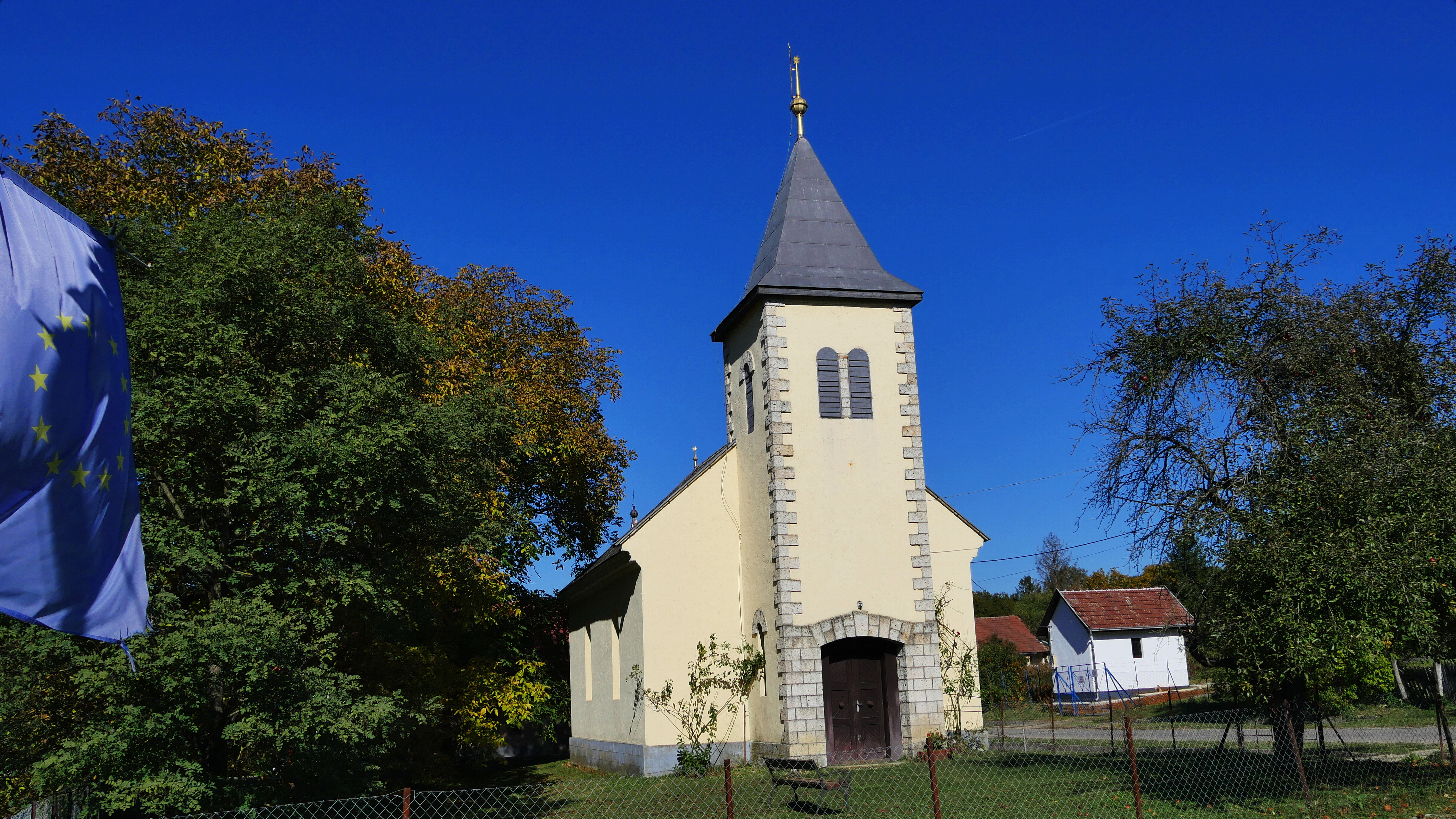
Reformierte Kirche
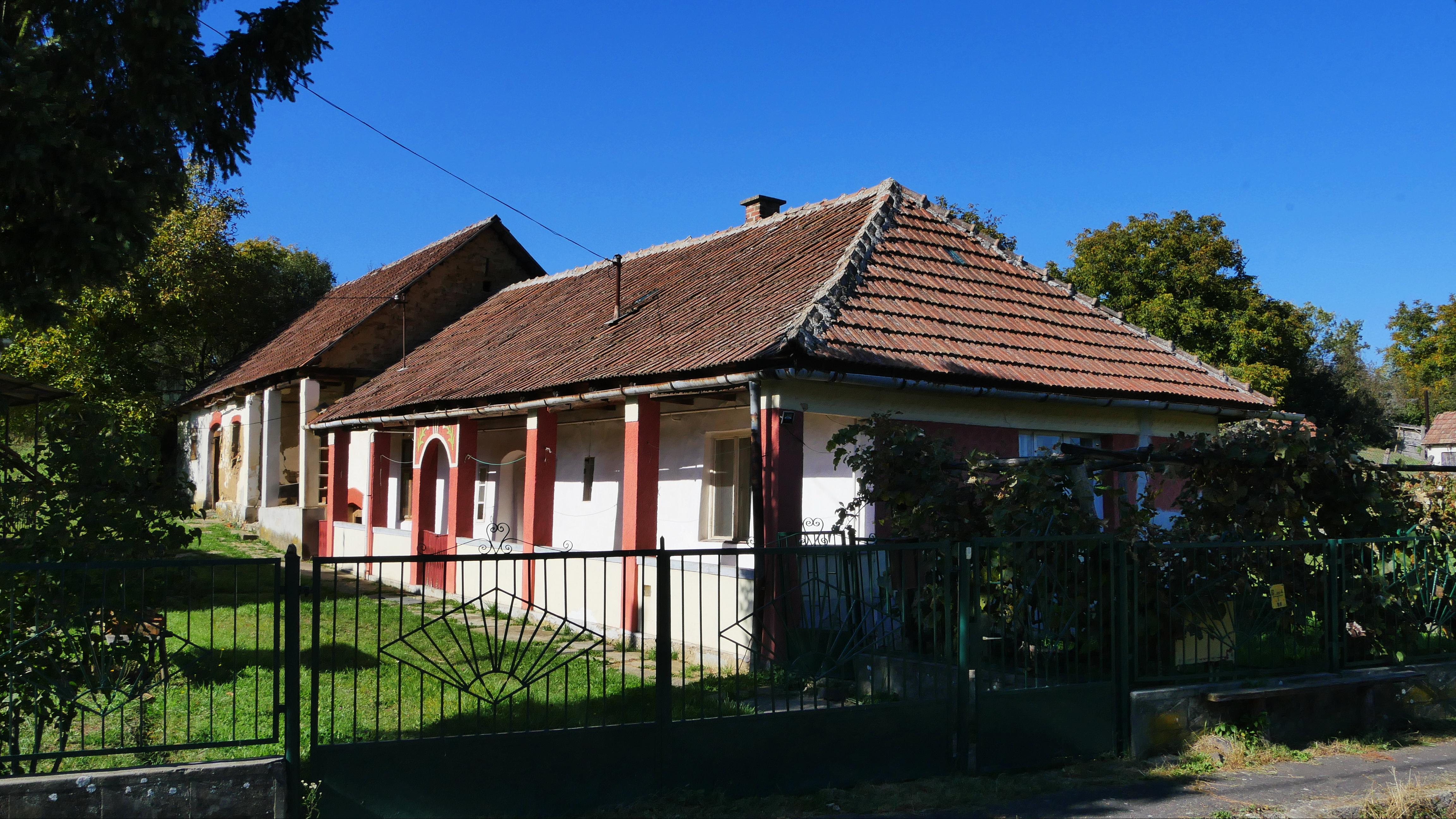
Traditionelles Wohnhaus
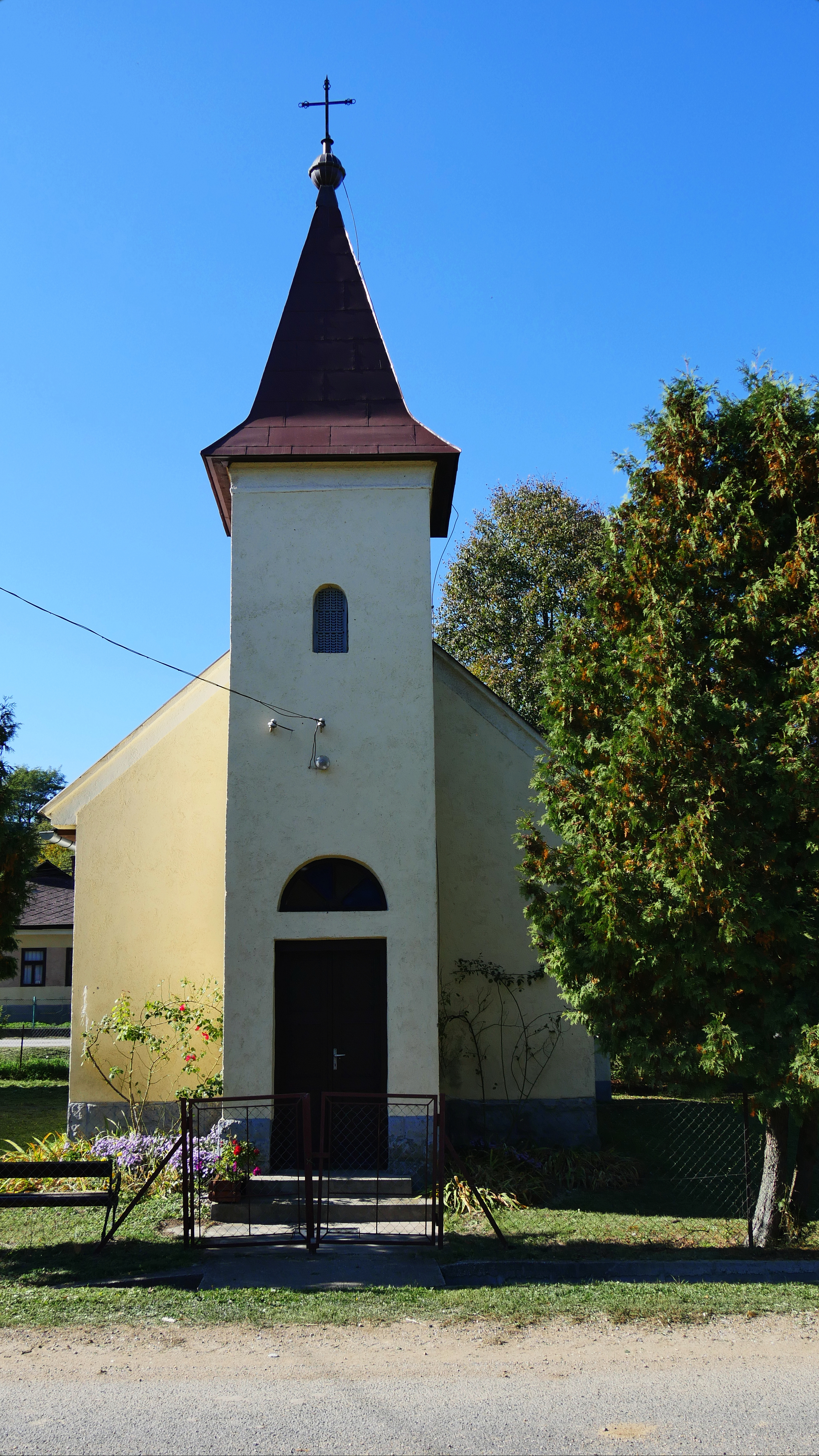
Römisch-katholische Kirche Rózsafüzér Királynője

## Verkehr
Litka ist nur über die Nebenstraße Nr. 26146 zu erreichen. Es bestehen Busverbindungen nach Fulókércs. Der nächstgelegene Bahnhof befindet sich 14 Kilometer südöstlich in Méra.